# R2 (reaktor)
Ej att förväxla med reaktor 2 på Ringhals kärnkraftverk.
R2 var en forskningsreaktor belägen i Studsvik. Reaktorn beställdes av AB Atomenergi men den konstruerades och levererades av Allis-Chalmers, ett amerikanskt företag mest känt för sin tillverkning av traktorer. Reaktorn gick kritisk första gången 4 maj 1960 klockan 03:54, hade då kostat omkring 32 miljoner kronor och var sedan i regelbunden drift fram till den slutliga avstängningen den 16 juni 2005 kl. 08:00. Reaktorn är nu under avveckling.

## Konstruktion och historia

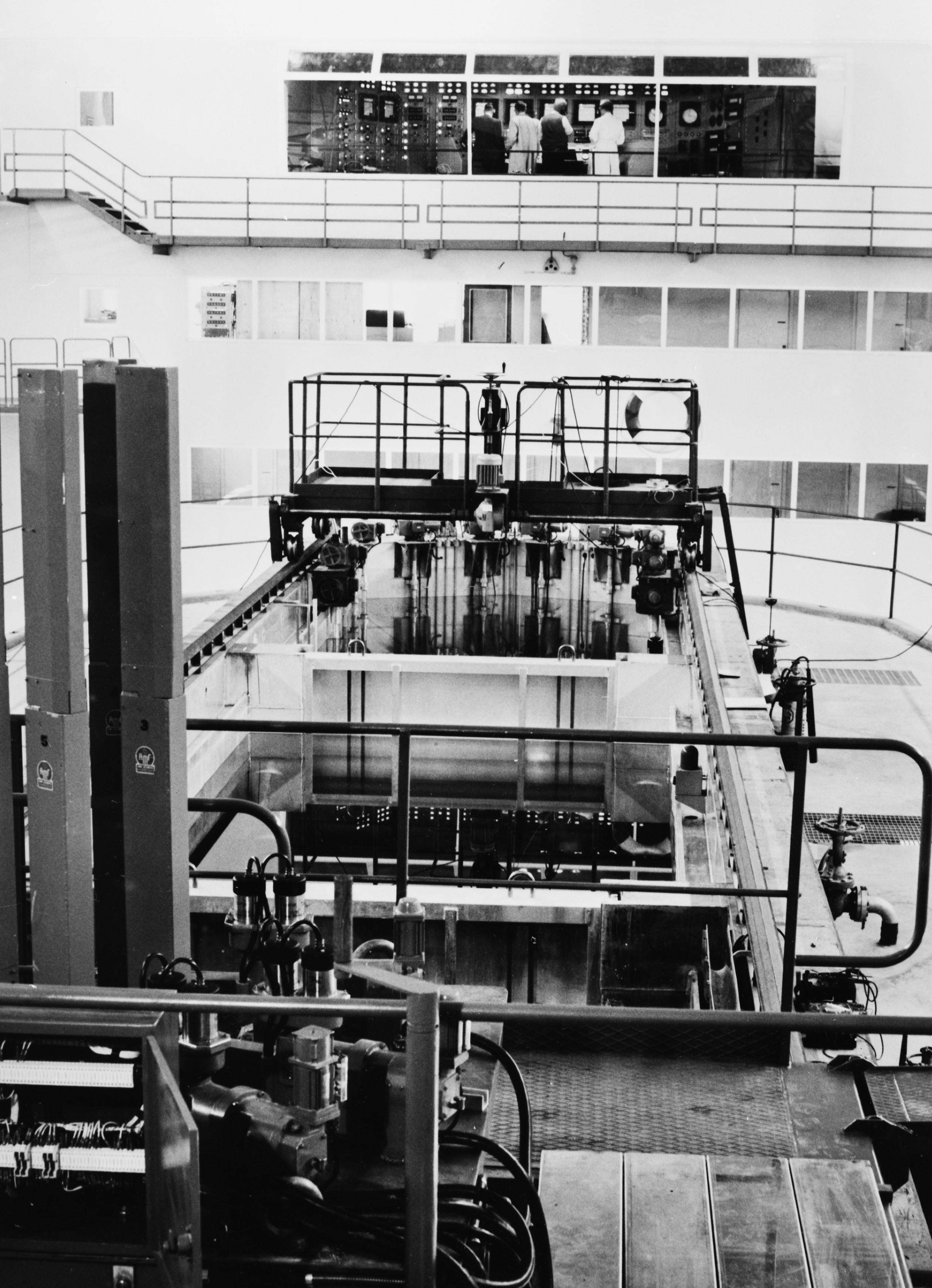
R2-reaktorn Studsvik.

R2 var belägen i en tre-delad vattenbassäng. Bassängkonstruktionen utgörs av två meter tjock armerad järnmalmsbetong. Varje bassängdel är knappt 6 m lång, 3 m bred och 9 m djup innehållande 150 m³ vatten. I bassäng 1 återfinns R2 i en reaktortank av aluminium, bassäng 2 var förvaringsplats för använt bränsle medan bassäng 3 innehöll R2-0 reaktorn.
Utöver R2 finns tre andra reaktorer av samma konstruktion. Dessa är ORR i USA, Safari-reaktorn i Sydafrika och Petten-reaktorn i Nederländerna. De två senare är alltjämt i drift.
R2 byggdes ursprungligen för en termisk effekt om 30 megawatt, men effekten höjdes 1969 till 50 megawatt.

## Härd och bränsle
R2:s härdkonfiguration hade ursprungligen 10x10 positioner för bränsle, styrstavar och bestrålningsriggar, men efter att tanken byttes 1983-84 så minskade detta till 8x10 positioner. Ursprungligen användes beryllium-element i de yttersta positionerna för god reflektorverkan, men efter tankbytet användes bara beryllium på rad 1 och 10. Av de 64 tillgängliga härdpositionerna fördelades 40-45 positioner till bränsleelement, 6 till styrstavarna, 4 till experimentslingorna och resterande till olika typer av bestrålningsriggar. Med undantag av styrstavarna och slingorna, som hade fasta härdpositioner, kunde alla positioner utnyttjas mycket flexibelt i olika konfigurationer.
Bränslelementen som användes i R2 var av MTR typ. MTR elementen har ett nästan kvadratiskt tvärsnitt med ~75 mm sida, där sidorna utgörs av sidoplåtar i aluminium och själva bränslet utgörs av 19 st parallella ca 2,5 mm breda bränsleplattor med kylkanaler mellan plattorna. Bränslet tillverkas av keramiskt uransilicid (U₃Si₂) och aluminium i pulverform. Detta läggs mellan två tunna aluminiumplåtar och det hela valsas ihop. Eftersom uransiliciden ligger som utspridda partiklar i aluminium, så kallas detta för dispersionsbränsle. Tillverkningssättet ger bränslet en utmärkt värmeledningsförmåga bara 10-20% lägre än för ren aluminium.
Bränslet var från början anrikat till 93,5% och en initial bränslevikt om 180 g U-235 per bränslelement. Av icke-spridningsskäl fasades det höganrikade bränslet ut och från 1991 användes uran med en anrikning på 19,95% och en initial bränslevikt om 400 g. Bränslevikten höjdes senare till 450 och 500 g. Under sin livstid brändes bränslet ned till ca 160 g U-235. En typisk härd startade med 12-13 kg U-235.
R2:s härd hade sex styrstavar med kadmiumplåt som neutronabsorbator. Styrstavarna var utrustade med bränsleföljare, så att när en styrstav lyftes ur härden så flyttades samtidigt en bränsleföljare in i härden. Reaktivitetsvärdet hos styrstavarna var ca 1,5% per styrstav.
Reaktoreffekten under normaldrift var vanligen 40-45 MW.

## Kylsystem
R2 kyldes med lättvatten som gick in genom två inloppsstutsar i övre delen av reaktortanken, vattnet vände sedan nedåt och passerade ner genom härden. Från nedre plenum under härden lämnade vattnet tanken genom två utloppsstutsar. Varje rör gjorde en krök uppåt till en nivå ovanför härden för att därefter återigen vända nedåt. Detta kallas för Hartford-looparna och krökarna fungerar precis som ett vattenlås. Ifall kylvatten skulle förloras genom ett större läckage, så var tanken att vattenlåsen i Hartford-looparna skulle förhindra att härden frilades och härden skadades genom överhettning.
Huvudcirkulationsflödet genom härden var 1200 kg/s. Detta är 10-20% av vattenflödet i en vanlig kraftreaktor, samtidigt som den termiska effekten bara var ~2% av den i en vanlig kraftreaktor.

## Drift
R2 kördes normalt i driftcykler om tre veckor (20 dygn) som följdes av en stoppvecka. Under stoppveckan genomfördes bränslebyte, service och underhåll samt inspektioner. Ett år innehöll vanligen 11 driftcykler, 6 på våren och 5 på hösten. Den totala drifttiden var ca 4500 timmar/år. Under sommar och julledigheter hade R2 längre driftuppehåll då större underhållsarbeten genomfördes. 

## Användningsområden
R2 hade mot slutet fyra huvudsakliga användningsområden: bestrålning och tester av kärnbränsle, bestrålning av material för modifiering av egenskaper eller undersökning av effekter av bestrålning, tillverkning av medicinska och industriella radioaktiva isotoper samt att producera neutroner för neutronspridningsmätningar.
Bestrålning och tester av kärnbränsle.
R2 var utrustad med två slingor i vilka bränsletester och bestrålningar kunde utföras vid temperatur och tryck som efterliknade förhållandena i en kokvatten- eller tryckvattenreaktor, dvs upp till 320 grader och 150 bar. Varje slinga bestod av ett U-format rör vars två ben passerade härden vid två olika positioner. Bestrålningsriggar kunde placeras individuellt i varje ben.
Bestrålning av material.
Olika material bestrålades dels för att undersöka hur de påverkas av bestrålning, och dels för att avsiktligt förändra materials egenskaper. Exempel på det förra är bestrålning av konstruktionsmaterial ingående i såväl dagens som framtida reaktorer, även material tänkta för fusionsreaktorer och liknande. Exempel på det senare är halvledardopning av kisel genom neutronbestrålning. Denna typ av halvledare används i kraftelektronik av olika slag, ex tyristorer, vilka används vid styrning av stora elektriska motorer.
Produktion av medicinska och industriella radioaktiva isotoper.
Ett antal olika isotoper tillverkades kontinuerligt vid R2. Exempel på isotoper är Co-60, Na-24, I-125, Ir-192, P-32, P-33 m.fl. Bestrålningen skedde i särskilda riggar placerade i härden, eller i tungvattenreflektorn. Det fanns även ett rörpostsystem som kunde användas för att skicka små kapslar med material till en bestrålningsposition i tungvattenreflektorn. Denna del av verksamheten utträngdes de sista åren så småningom nästan helt av bestrålningsverksamheten. Material till exempelvis kärnkemi på KTH kunde under det sista decenniet ej erhållas från Studsvik utan fick i stället rekvireras från bland annat Halden - något som innebar väsentliga begränsningar i fråga om främst kortlivade isotoper.
Neutroner för neutronspridningsmätningar.
R2 var utrustad med tiotal kanaler som ledde neutroner från härden och ut genom bassängens betongvägg. Experiment för neutrondiffraktion placerades i strålarna. Denna verksamhet leddes av neutronforskningslaboratoriet (NFL) i Studsvik, vars huvudman var Uppsala universitet. När reaktorn lades ner 2005 avvecklades också NFL.
Vid sidan av dessa användningsområden fyllde reaktorn tillsammans med R2-0 en viktig funktion som ersättning för R1 i fråga om utbildning. Reaktorteknologi- och reaktorfysikstudenter från KTH hade i avtalet om reaktorns koncession rätt att disponera reaktorerna viss tid och möjlighet fanns även för studenter på CTH och övriga universitet, personal från kraftindustrin mm.
Reaktorn var från början en del i utvecklingen av kärnkraften i Sverige. Reaktorn hade då det främsta syftet att utföra provning av såväl bränsle som material för de i Sverige planerade kärnkraftverken. Dessutom användes reaktorn för utbildning av såväl ingenjörer som operatörer. Studsvik, som drev reaktorn, blev med tiden ett affärsmässigt företag och driften av reaktorn finansierades till allt större del med medel från kommersiell uppdragsverksamhet.

## Andra reaktorer
- R0 (reaktor) - Forskningsreaktor i Studsvik 1959-1972
- R1 (reaktor) - Forskningsreaktor KTH, Valhallavägen, Stockholm 1954-1970
- R2-0 (reaktor) - Forskningsreaktor i Studsvik 1960-2005
- R3 (reaktor) - Ågesta i Huddinge 1964-1974
- R4 (reaktor) - Marviken öster om Norrköping, nedlagt 1970 innan det hade startats